# Фергюсон, Эндрю
Эндрю Фергюсон (англ. Andrew N. Ferguson; род. Гаррисонберг, Вирджиния, США) — американский юрист, работающий с 2024 года комиссаром Федеральной торговой комиссии, и, как ожидается, он займет пост председателя после того, как Дональд Трамп вступит в должность президента. Ранее он занимал должность генерального солиситора Вирджинии с 2022 по 2024 год.

## Биография

### Ранняя жизнь и образование
Фергюсон родился и вырос в Гаррисонберге, Вирджиния, и прилегающих районах округа Рокингем. Его отец был академическим вице-президентом в колледже Бриджуотер, а мать была профессором бухгалтерского учёта в Университете Джеймса Мэдисона.
После окончания школы Eastern Mennonite в 2005 году Фергюсон изучал историю в Университете Вирджинии, окончив его в 2009 году со степенью бакалавра гуманитарных наук с отличием. Затем он в течение года учился в юридической школе William & Mary, прежде чем перевестись в юридическую школу Университета Вирджинии, где он был редактором статей в Virginia Law Review. Он окончил её в 2012 году со степенью доктора права.

### Юридическая карьера
После окончания юридической школы Фергюсон работал судебным клерком у судьи Карен Л. Хендерсон в Апелляционном суде США по округу Колумбия. Он занимался антимонопольным правом в юридических фирмах Covington & Burling, Bancroft PLLC и Sidley Austin, где представлял клиентов в частных антимонопольных судебных разбирательствах, а также в Федеральной торговой комиссии и Министерстве юстиции США. С 2016 по 2017 год он был клерком судьи Верховного суда США Кларенса Томаса. Затем Фергюсон занимал должность главного советника по номинациям и конституции тогдашнего председателя Комитета Сената США по судебной системе Линдси Грэма и старшего специального советника тогдашнего председателя судебного комитета Чака Грассли. С 2019 по 2021 год он занимал должность главного советника Митча Макконнелла. На этой должности он был главным юридическим советником лидера Макконнелла и стратегом по судебному утверждению.
В январе 2022 года Фергюсон был выбран тогдашним генеральным прокурором Вирджинии Джейсоном Мияресом на должность генерального солиситора. В следующем месяце он сменил Мишель Каллен. Он курирует апелляционные разбирательства в Вирджинии и её агентствах; представляет Вирджинию в Верховном суде Соединённых Штатов, Верховном суде Вирджинии и федеральных апелляционных судах; и защищает законы и постановления Вирджинии от конституционных оспариваний.

### Федеральная торговая комиссия
Республиканец, Фергюсон был выдвинут президентом США Джо Байденом в июле 2023 года на должность члена Федеральной торговой комиссии. Кандидатура Фергюсона была одобрена Комитетом Сената США по торговле, науке и транспорту 18 октября 2023 года путем голосования. Его кандидатура была подтверждена полным составом Сената США путем голосования 7 марта 2024 года.
В июне 2024 года Фергюсон выразил несогласие, когда Комиссия выпустила окончательное правило, запрещающее пункты о неконкуренции в большинстве трудовых договоров. В августе 2024 года окружной судья США Ада Браун вынесла общенациональный запрет, запрещающий применение правила.
В сентябре 2024 года Фергюсон выразил несогласие, когда Комиссия обусловила одобрение приобретения Hess Corporation за 53 миллиарда долларов корпорацией Chevron запретом Джону Б. Хессу быть членом совета директоров компании.
В октябре 2024 года Фергюсон заявил в частичном несогласии с ходатайством о дисквалификации, что защита от отстранения, предоставляемая судьям административного права комиссии, является неконституционной.
Дональд Трамп выбрал Фергюсона председателем ФТК после Лины Хан.